# Јафетити
Јафетити или јафетовци представљају групу народа која по библијском сведочењу потичу од Јафета сина Нојевог и брата Семовог и Хамовог и већином насељавају Европски континент.
Јафет се зато сматра праоцем народа Европе, док се за Сема верује да од њега потичу народи Средњег истока — Семити — Арапи и Јевреји, док од Хама потичу народи Африке.
Веза између народе Европе и Јафета налази се у Књизи постања (10:5), „синови Јафетови преселише се у острва народима“. Неки верују да се то односи грчка острва, док други тврде да су то Британска острва.
У Библији, се помињу седам Јафетових синова и седам унука :
- Гомер
  - Ашкеназ
  - Рифат
  - Тогарма
- Магог
- Мадај
- Јаван
  - Елиша
  - Таршиш
  - Китијци
  - Доданци
- Тубала
- Мешек
- Тирас

Јосиф Флавије о томе говори: 
"Јафет, син Нојев имао је седам синова: они су се насељавали најпре дуж Тауруских и Амансијских планина, преко Азије, све до реке Дон и дуж Европе до планине Кадиз, а насељаваше земље које беху ненасељене и називаше их по својим именима.
Јосиф Флавије накнадно детаљно наводи нације које би требало да воде порекло од Јафетових седам синова.
Касније су разни аутори (Свети Јероним, Исидор Севиљски и други) додавали поједине народе како би овај списак употпунили.
- Гомер: Скити, Срби, Хрвати, Јермени, Велшани, Пикти, Ирци, Германи (Тевтонци), Турци[тражи се извор];
- Магог: Скити, Словаци, Мађари, Ирци[тражи се извор];
- Мадај: Митани, Манеји, Медијци, Персијанци, генерално Индоаријци[тражи се извор];
- Јаван: Јелини (Грци)[тражи се извор]
- Тубала: Табали, Грузини, Италијани, Ибери, Баски[тражи се извор];
- Мешек: Фригијци, Маскити, Москити, Илири[тражи се извор];
- Тирас: Трачани, Етрурци, Готи, Јити (Германи), Тевтонци (Немци)[тражи се извор].